# Neaethus diversus
Neaethus diversus är en insektsart som beskrevs av Doering 1939. Neaethus diversus ingår i släktet Neaethus och familjen sköldstritar. Inga underarter finns listade i Catalogue of Life.